# Charles Chubb
Charles Chubb fue un ornitólogo británico (31 de diciembre de 1851, Steeple Langford, Salisbury, Inglaterra - 25 de junio de 1924, Londres).

## Obra
- The Birds of British Guiana (2 v. 1916 & 1921)
- The Birds of South America (1912, con Lord Brabourne)

## Abreviatura (zoología)
La abreviatura Chubb  se emplea para indicar a Charles Chubb como autoridad en la descripción y taxonomía en zoología.